# Тарасы (посёлок, Великолукский район)
Тарасы — посёлок в Великолукском районе Псковской области России. Входит в состав сельского поселения «Букровская волость».
Расположена на реке Кунья, на северо-востоке района, в 49 км к северо-востоку от райцентра Великие Луки. К западу расположена одноимённая деревня.

## Население
Численность населения по оценке на 2000 год составляла 242 жителя, на 2010 год — 179 жителей.